# 花の生涯 (1974年のテレビドラマ)
『花の生涯』（はなのしょうがい）は、1974年4月2日から9月24日まで日本テレビ系列で放映されたテレビドラマ。舟橋聖一の小説『花の生涯』のドラマ化作品の1つ。主演は平幹二朗。全26話。

## スタッフ
- 脚本：北条誠
- 演出：高井牧人
- 語り：鈴木瑞穂

## キャスト
- 井伊直弼：平幹二朗
- 井伊直亮：浜田寅彦
- 昌子（貞鏡院）：武原英子
- 長野主膳：加藤剛
- 犬塚外記：加藤嘉
- 村山たか：山本陽子
- 西村かづ：本阿弥周子
- 秋山志津：清水良英
- 頼三樹三郎：大和田伸也
- 橋本左内：伊藤高
- 酒井忠義／松平容保：小野寺昭
- 徳川斉昭：山形勲
- 多田一郎：植木等
- 多田帯刀：山本亘
- 鶴松：地井武男
- ハリス：ジェームス・キャロル
- ヒュースケン：岡田眞澄

- 和泉雅子
- 江波杏子
- 岡田英次
- 内藤武敏
- 鮎川いづみ
- 久米明
- 草薙幸二郎
- 奈美悦子
- 高橋昌也
- 渡辺文雄
- 川合伸旺
- 田口計
- 小林昭二
- 財津一郎
- 外山高士
- 浜田晃
- 神太郎
- 寺田誠
- 誠直也